# Église Saint-Pierre de Verneuil-en-Bourbonnais
Pour les articles homonymes, voir Église Saint-Pierre.
L'église Saint-Pierre est une église située à Verneuil-en-Bourbonnais, en France.

## Localisation
L'église est située sur la commune de Verneuil-en-Bourbonnais, dans le département français de l'Allier.

## Historique
L'édifice est classé au titre des monuments historiques en 1910.